# Türkiye Futbol Şampiyonası 1924
Die Türkiye Futbol Şampiyonası 1924 war die erste Spielzeit der höchsten türkischen Spielklasse im Fußball und die erste landesweite Meisterschaft in der Türkei überhaupt. Es nahmen 15 Mannschaften teil. Die Meisterschaft fand im September statt. Meister wurde Harbiye SK aus Istanbul. Sämtliche Spiele wurden auf dem Istiklalplatz in der Hauptstadt Ankara ausgetragen.
Qualifiziert waren die Meister der jeweiligen Regionalligen. Ausnahme bildeten die beiden militärischen Vereine Harbiye (Verein der türkischen Militärakademie) und Bahriye (Verein der türkischen Marineakademie), die beide in Istanbul ansässig waren.

## Erste Runde
| 04.09.1924 09:30 Uhr | Gençlerbirliği Konya | 3:0 | Trabzon İdman Ocağı | Ankara Istiklalplatz |
| 04.09.1924 09:30 Uhr |                      |     |                     | Ankara Istiklalplatz |

| 04.09.1924 11:30 Uhr | Beşiktaş Istanbul | 6:1 | Eskişehir İdman Yurdu | Ankara Istiklalplatz |
| 04.09.1924 11:30 Uhr |                   |     |                       | Ankara Istiklalplatz |

| 04.09.1924 16:00 Uhr | Bahriye Istanbul | 7:0 | Karesi (Balıkesir) | Ankara Istiklalplatz |
| 04.09.1924 16:00 Uhr |                  |     |                    | Ankara Istiklalplatz |

| 04.09.1924 18:15 Uhr | Turan Sanatkarangücü | 2:01 | Bursa Sanatkarangücü | Ankara Istiklalplatz |
| 04.09.1924 18:15 Uhr |                      |      |                      | Ankara Istiklalplatz |

| 05.09.1924 09:30 Uhr | Canik | 0:3 (Freilos) | Edirne | Ankara Istiklalplatz |
| 05.09.1924 09:30 Uhr |       |               |        | Ankara Istiklalplatz |

| 05.09.1924 10:00 Uhr | Harbiye Istanbul | 2:0 | Adana | Ankara Istiklalplatz |
| 05.09.1924 10:00 Uhr |                  |     |       | Ankara Istiklalplatz |

| 05.09.1924 18:30 Uhr | Adapazarı İdman Yurdu | 2:02 | Antalya | Ankara Istiklalplatz |
| 05.09.1924 18:30 Uhr |                       |      |         | Ankara Istiklalplatz |

- 1 Konnte aufgrund von Zeitmangel nicht beendet werden. Die restlichen 15 Minuten wurden am 5. September gespielt.
- 2 Nur die erste Halbzeit wurde ausgetragen. Die 2. Halbzeit wurde auf den 6. September verschoben.

### Fortsetzungsspiele
| 05.09.1924 16:00 Uhr | Turan Sanatkarangücü | 2:0 | Bursa Sanatkarangücü | Ankara Istiklalplatz |
| 05.09.1924 16:00 Uhr |                      |     |                      | Ankara Istiklalplatz |

| 06.09.1924 09:30 Uhr | Adapazarı İdman Yurdu | 3:0 | Antalya | Ankara Istiklalplatz |
| 06.09.1924 09:30 Uhr |                       |     |         | Ankara Istiklalplatz |

## Viertelfinale
| 06.09.1924 17:30 Uhr | Bahriye Istanbul | 1:0 | Edirne | Ankara Istiklalplatz |
| 06.09.1924 17:30 Uhr |                  |     |        | Ankara Istiklalplatz |

| 07.09.1924 11:30 Uhr | Altay İzmir | 5:0 | Adapazarı İdman Yurdu | Ankara Istiklalplatz |
| 07.09.1924 11:30 Uhr |             |     |                       | Ankara Istiklalplatz |

| 07.09.1924 16:00 Uhr | Beşiktaş Istanbul | 0:2 | Harbiye Istanbul | Ankara Istiklalplatz |
| 07.09.1924 16:00 Uhr |                   |     |                  | Ankara Istiklalplatz |

| 07.09.1924 18:30 Uhr | Turan Sanatkarangücü | 2:1 | Gençlerbirliği Konya | Ankara Istiklalplatz |
| 07.09.1924 18:30 Uhr |                      |     |                      | Ankara Istiklalplatz |

## Halbfinale
| 09.09.1924 18:30 Uhr | Harbiye Istanbul | 3:0 | Altay İzmir | Ankara Istiklalplatz |
| 09.09.1924 18:30 Uhr |                  |     |             | Ankara Istiklalplatz |

| 10.09.1924 18:30 Uhr | Bahriye Istanbul | 2:0 | Turan Sanatkarangücü | Ankara Istiklalplatz |
| 10.09.1924 18:30 Uhr |                  |     |                      | Ankara Istiklalplatz |

## Spiel um Platz 3
| 1924 | Turan Sanatkarangücü | 1:0 | Altay İzmir | Ankara Istiklalplatz |
| 1924 |                      |     |             | Ankara Istiklalplatz |

## Finale
| 12.09.1924 18:30 Uhr | Harbiye Istanbul | 3:0 | Bahriye Istanbul | Ankara Istiklalplatz Schiedsrichter: Yusuf Ziya Öniş |
| 12.09.1924 18:30 Uhr |                  |     |                  | Ankara Istiklalplatz Schiedsrichter: Yusuf Ziya Öniş |